# Bellevue de l'Inini
Bellevue de l'Inini is de hoogste berg van Frans-Guyana. De berg ligt in de gemeente Maripasoula en is 851 meter hoog. Het is een onderdeel van het Nationaal Park Guyana.
Bellevue de l'Inini ligt in het gelijknamige gebergte dat een cirkel van 30 kilometer vormt tussen de valleien van de Ininirivier en de Eau Claire-kreek. Het gehele gebied is bedekt met dichte tropische regenwouden, maar heeft een grote variëteit aan microklimaten afhankelijk van de hoogte en locatie. In het gebied groeien unieke planten zoals Notopleura microbracteata en Henriettea ininiensis.